# Chicago P.D. (seizoen 1)
Dit artikel vat het eerste seizoen van Chicago P.D. samen. Dit seizoen liep van 8 januari 2014 tot 21 mei 2014 en bevatte vijftien afleveringen.

## Rolverdeling

### Hoofdrollen
- Jason Beghe - brigadier Henry "Hank" Voight
- Amy Morton - brigadier Trudy Platt
- Jon Seda - rechercheur Antonio Dawson
- Sophia Bush - rechercheur Erin Lindsay
- Jesse Lee Soffer - rechercheur Jay Halstead
- Elias Koteas - rechercheur Alvin Olinsky
- Patrick Flueger - agent Adam Ruzek
- Marina Squerciati - agente Kim Burgess
- LaRoyce Hawkins - agent Kevin Atwater
- Archie Kao - technisch onderzoeker Sheldon Jin

### Terugkerende rollen
- Sydney Tamiia Poitier - rechercheur Mia Sumner
- Ian Bohen - brigadier interne zaken Edwin Stillwell
- Robert Wisdom - commandant Ron Perry
- Josh Segarra - Justin Voight
- Robin Weigert - Erica Gradishar
- America Olivo - Laura Dawson
- Emily Peterson - Wendy

## Afleveringen
| Nr. | Aflevering | Titel                   | Regisseur          | Schrijver(s)                    | Selectie gastrollen | Uitzenddatum     |  |
| --- | ---------- | ----------------------- | ------------------ | ------------------------------- | --- | ---------------- |  |
| 1 | 1          | Stepping Stone          | Michael Slovis     | Matt Olmstead                   | Melissa Sagemiller - rechercheur Julia Willhite Isaac White - D'Anthony Arturo del Puerto - Pulpo Monica Raymund - Gabriela Dawson Lauren German - Leslie Shay Christopher Hermann                                               | 8 januari 2014   |  |
| Hank Voight van de afdeling inlichtingen van district 21 en zijn team van rechercheurs onderzoeken een aantal dodelijke aanslagen, die gepleegd lijken te zijn door een groep Colombiaanse drugsdealers. Tijdens een razzia pakken zij een jonge bendelid op genaamd D'Anthonty, hij weigert echter hen informatie te geven van de dodelijke aanslagen. Voight geeft hem zijn visitekaartje mocht hij zich bedenken, later wordt Voight door hem gebeld en vraagt hem bescherming in ruil voor bescherming. D'Anthonty vertelt dan aan Voight dat het brein achter de aanslagen waarschijnlijk Pulpo is. Met de aanwijzing gaat het team op zoek naar hem op zijn woonadres. Op het adres komen als eerste Olinsky met de nieuweling Ruzek, die net van de politieschool afkomt. Olinsky heeft in het verleden lang met de vader van Ruzek samengewerkt en heeft vertrouwen in zijn zoon. Als het team compleet is bij het adres gaan als eerste Dawson en Willhite als eerste naar binnen, zonder erg in te hebben dat er gevaar dreigt. De rest van het team ontdekken dan dat Pulpo waarschijnlijk hen opwacht en willen hun collega's waarschuwen, dit lukt hen echter niet. Dan wordt Willhite beschoten en wordt geraakt in haar nek waaraan zij al snel overlijdt. Nadat de rest van het team het lukt om Pulpo te arresteren wordt ineens de zoon van Dawson ontvoerd. |            |                         |                    |                                 | |                  |  |
| 2 | 2          | Wrong Side of the Bars  | Joe Chappelle      | Michael Brandt Derek Haas       | Arturo del Puerto - Pulpo Monica Raymund - Gabriela Dawson Kurt Naebig - inspecteur Bruce Belden Erik Hellman - dr. Alec Willhite                                                                                                | 15 januari 2014  |  |
| De ontvoerders van Diego, de zoon van Dawson, eisen de vrijlating van Pulpo. De rechercheurs zetten al hun middelen in om Diego te vinden, inclusief het doorzoeken van hun oude dossiers van oude zaken. Het team ontdekt dan het Colombiaanse drugskartel een deal willen sluiten, het vrijlaten van hun baas Pulpo tegen Diego. Dawson wil op het eerste oog ingaan op de deal maar besluit dan om zich terug te trekken. Hij neemt dan contact op met een oude informant die hem informatie geeft over de mogelijke verblijfplaats geeft van Diego. Met deze informatie gaat het team naar dit adres en doen daar een inval, zij vinden echter geen Diego maar kunnen wel een van de ontvoerders arresteren. Tijdens de ondervraging van de arrestant komt het team al snel achter dat hij hen geen informatie zal geven over de verblijfplaats van Diego. Het team wil echter snel Diego vinden en besluiten om buitensporig geweld te gebruiken op de arrestant om zo toch de informatie te krijgen. Het team krijgt dan van hem te horen waar zij moeten zoeken, het betreft het centraal station van Chicago. Daar aangekomen splitst het team zich op, er wordt een mobiele telefoon gevonden door de technische expert Sheldon Jin. Lindsay vindt dan in een bus Diego samen met zijn ontvoerder, als de bus gaat rijden besluit zij aan boord te blijven. De ontvoerder ontdekt dan de aanwezigheid van Lindsay, en door een pistool tegen het hoofd van Diego te houden wil hij zo een veilige aftocht afdwingen. Buiten de bus heeft Ruzek een andere bus gepakt waarmee hij op de andere bus inrijdt. Door deze botsing lukt het hen om Diego te bevrijden, hierbij komt de ontvoerder wel om het leven door een schot van Dawson. Het team gaat nu naar de begrafenis van hun omgekomen collega Willhite. |            |                         |                    |                                 | |                  |  |
| 3 | 3          | Chin Check              | Sanford Bookstaver | David Hoselton                  | Rena Sofer - politie adviseur Isaac White - D'Anthony Billy Aaron Brown - Michael Ganz Taylor Kinney - Kelly Severide | 22 januari 2014  |  |
| Tijdens een observatie door het team op een woning wordt in de woning een drugsdealer neer geschoten, de schutter wordt dan doodgeschoten door Ruzek. Dit is de eerste keer dat hij iemand doodschiet, en wil zich toch groothouden tegenover de rest. De woning wordt dan onderzocht door de rechercheurs en zij vinden dan kogelvest doorborende kogels die pas gestolen zijn in Canada, deze zijn verstopt in insulineflacons om ze zo over de grens te krijgen. Olinsky gaat dan undercover naar een locatie waar hij een partij illegale wapens ontdekt, na deze ontdekking raakt hij samen met het team in een vuurgevecht met een criminele bende die eigenaar zijn van de wapens. Ondertussen besluit Ruzek open kaart te spelen met zijn vriendin over wat zijn werkelijke werkzaamheden zijn na het verlaten van de politieschool. Voight en Olinsky zoeken een bendeleider op om hem te overtuigen D'Anthony met rust te laten. Wanneer de bendeleider hier geen gehoor aan geeft besluiten zij om de bendeleider hardhandig aan te pakken om zo toch hun zin te krijgen. Dawson krijgt van zijn vrouw Laura het verzoek voor een ontmoeting met zijn informant Jasmine. Hij gaat hierop in en regelt een ontmoeting tussen hen drieën, wanneer Jasmine arriveert schrikt zij dat Laura erbij is. Laura stelt haar al snel gerust en wil haar persoonlijk bedanken voor haar hulp bij de bevrijding van hun zoon Diego. Justin, de zoon van Voight, wordt ontslagen uit de gevangenis en Lindsay krijgt van Voight de opdracht om Justin op te halen. Voight kan dit niet omdat hij voorbereidingen moet treffen voor het veiligstellen van D'Anthony. Wanneer Lindsay Justin heeft opgepikt schrikt zij als Justin haar probeert te kussen en vertelt haar dat hij geen kind meer is. |            |                         |                    |                                 | |                  |  |
| 4 | 4          | Now Is Always Temporary | Mark Tinker        | Denitria Harris-Lawrence        | Stella Maeve - Nadia Decotis Molly Pan - Lissa Matthew Sherbach - Lonnie Rodiger Alina Jenine Taber - Lexi Olinsky | 29 januari 2014  |  |
| Wanneer iemand een callgirl gijzelt gaat het team op actie over om haar te bevrijden, tijdens hun redding schiet de gijzelnemer zichzelf dood. De callgirl vertelt aan Lindsay over een prostituee genaamd Nadia Decotis, zij onthult de locatie van een ander dood lichaam. Het team ontdekt dat de gijzelnemer deel uitmaakte van een bende valsmunters. Het team gaat dan op zoek naar de andere valsmunters, zij krijgen hulp van een agent van de geheime dienst die een vriend is van Voight. Ondertussen krijgt Lindsay nog meer informatie van Decotis en belooft haar om haar te helpen om af te kicken en brengt haar naar een afkickkliniek. Ondertussen moeten Atwater en Burgess naar een huis waar een man zijn huis vol heeft gehamsterd, zij moeten hem overtuigen om zijn huis leeg te halen. Hun eerste poging faalt en hun baas Platt vertelt hen dat zij te soft zijn en dwingt hen terug te gaan. Wanneer zij teruggaan ontdekken zij in het huis een kind dat tegen zijn zin vast wordt gehouden. Olinsky ontdekt dat zijn dochter Lexi een aantal joints bij haar houdt voor haar vriend. Hij is hier niet blij mee en krijgt hier ruzie over met zijn dochter, al snel maken zij het goed. Halstead onthult de reden waarom hij wraakgevoelens koestert tegen een vader en zoon die hij kortgeleden had aangesproken. Lonnie Rodiger, de zoon van de vader, heeft in het verleden een kind misbruikt en vermoord wie een broer was van zijn vriendin op de middelbare school. De vader gaf hem echter een alibi waarna Lonnie hiervoor nooit werd berecht. Justin krijgt in een café ruzie en dit zorgt ervoor dat de problemen tussen hem en zijn vader brigadier Voight erger worden. |            |                         |                    |                                 | |                  |  |
| 5 | 5          | Thirty Balloons         | Karen Gaviola      | Craig Gore Tim Walsh            | Joe Reegan - Joseph Catalano Ashleigh LaThrop - jongevrouw David Aron Damane - Maurice Owens Dennis Grimes - Joel McPherson | 5 februari 2014  |  |
| Atwater en Burgess krijgen vandaag een nieuwe politieauto tot hun beschikking, zij krijgen wel de waarschuwing mee om deze auto heel te houden. Tijdens hun werkzaamheden raken zij in contact met een doorgedraaide vrouw die door de straten loopt en hun aanvalt met een kapotgeslagen glazen fles, terwijl zij haar willen aanhouden raakt de politieauto zwaar beschadigt. Atwater weet iemand die de schade snel en goedkoop kan politieauto repareren voordat hun dient erop zit, en brengt de politieauto daarnaartoe. Net als de er weer tiptop uitziet valt er een betonblok op van een bouwlocatie, wat de auto nu helemaal zwaar beschadigt. Nadat de doorgedraaide en bebloede vrouw naar het ziekenhuis is gebracht voor behandeling en verder onderzoek ontdekken zij daar dat de vrouw doorgedraaid is door een opengesprongen condoom met cocaïne in haar maag, en dat zij meer condooms in haar maag heeft. Het inlichtingen team neemt het onderzoek over en ontdekken een drugssmokkeloperatie met meerdere drugskoeriers. Nadat de andere drugskoeriers worden gegijzeld door twee drugsdealers, gaat Jin de telefoongeschiedenis onderzoeken van de drugsdealers. Hierin ontdekt hij dat een ambulanceverpleegkundige een connectie heeft met de drugsdealers. Voight zet de oom van een drugsdealer onder druk voor de verblijfplaats van de dealers, dit leidt hen dan naar een ontbindend lichaam van een drugskoerier. Olinsky en Ruzek gaan dan op observatie en zien dan dat de drugsdealers twee andere drugskoeriers oppakken. Voordat de rest van het team gewaarschuwd kan worden gaat Ruzek, tegen de orders van Olinsky in, het huis in en kan zo de drugskoeriers net op tijd redden, tevens kunnen zij de drugsdealers arresteren. Ondertussen probeert Lindsay Justin uit de problemen te houden, dit nadat Voight ontdekt heeft dat een van de zogenaamde vrienden van Justin een lang strafblad heeft. Lindsay en Voight spreken af dat zij alle mogelijke middelen zullen inzetten om Justin te redden. |            |                         |                    |                                 | |                  |  |
| 6 | 6          | Conventions             | Alik Sakharov      | Maisha Closson                  | Kelli Giddish - rechercheur Amanda Rollins Ice-T - rechercheur Odafin 'Fin' Tutuola David Eigenberg - Christopher Herrmann Brandon Dahlquist - Jeffrey Baker Cliff Chamberlain - Neil Vance Agneeta Thacker - Vanessa Yeats      | 26 februari 2014 |  |
| Deze aflevering is een cross-over met de televisieserie Law & Order: Special Victims Unit. Tutuola en Rollins van SVU komen naar Chicago om het team inlichtingen te assisteren met hun onderzoek naar een serieverkrachter en moordenaar die de oren afsnijdt van zijn slachtoffers. Deze moordenaar heeft waarschijnlijk ook slachtoffers gemaakt in New York, hierdoor zijn de rechercheurs van SVU naar Chicago gekomen. Het team arresteert een zakkenroller waarvan zij geloven dat hij de dader is, maar deze onthult dat hij een uur voor de moord een verdachte man gezien heeft. Deze aanwijzing leidt het team naar een duistere zakenman genaamd Jeffrey Baker. Dan vindt het team een slachtoffer die een aanval van de moordenaar heeft overleefd. Lindsay en Dawson ondervragen slachtoffer Vanessa, zij ging een gevecht aan met haar aanvaller en verwondde hierbij het oog van de aanvaller. Burgess is ondertussen een eigen onderzoek gestart, tegen orders van haar baas, en ontdekt dat een man hulp heeft gezocht bij een apotheek. Hij wordt geïdentificeerd als Neil Vance en Jin ontdekt dat hij ook in New York was ten tijde van de moorden daar. Het team vindt Baker en arresteert hem. Voight gebruikt buitensporig geweld tegen Baker voor een bekentenis, Baker bekent dat hij onderweg was naar Vance voor een ontmoeting op de pier. Ruzek ziet Vance daar en wil hem oppakken, dan gijzelt Vance een onschuldige vrouw en houdt haar een pistool tegen haar hoofd. Het lukt Ruzek om de rest van het team over de situatie in te lichten om zo de vrouw te kunnen redden. Olinsky kan Vance vanaf een afstand Vance uitschakelen met een gericht schot, hij redt zo het leven van de vrouw. Ondertussen vraagt Lindsay aan Halstead om zich voor te doen als haar man op haar school reünie, ondertussen vertelt zij aan hem dat zij vroeger een informant was voor Voight en dat zij toen op straat leefde. Later staat Justin voor haar deur met bebloede handen en vraagt of hij bij haar binnen mag komen. |            |                         |                    |                                 | |                  |  |
| 7 | 7          | The Price We Pay        | Mark Tinker        | Michael Brandt Derek Haas       | Joe Reegan - Joseph Catalano Mark Vallarta - Alessio Colo Zach Garcia - Diego Dawson | 5 maart 2014     |  |
| Lindsay is benieuwd waarom Justin bloed aan zijn handen heeft, zij hoort van hem dat hij betrokken raakte in een caféruzie. Zij twijfelt aan zijn verhaal en vermoedt dat er meer aan de hand is dan dat hij vertelt aan haar. Dan wordt er ontdekt dat Justin betrokken was met de moord op een man die connecties heeft met de maffia. Voight realiseert zich dat de moord gepleegd is door een neef van een duistere contactpersoon van hem, en dat zijn zoon Justin hier ook een rol in speelt. Lindsay weet dat Justin niet tegen zijn vader zal keren en besluit hem te arresteren en naar het bureau te brengen. Justin vertelt aan Dawson wat er werkelijk gebeurd is. Ondertussen vertelt Dawson aan Voight dat hij werd opgezocht door Gradishar, agente van interne zaken, en dat zij informatie van hem wil om zo Voight op te kunnen pakken. In ruil hiervoor zou Dawson gepromoveerd worden tot hoofd inlichtingen. Tevens vertelt Dawson aan Voight dat Justin ongewild betrokken is geraakt in de moord en dat de neef, Joe Catalano, de hoofddader is. Dawson belooft aan Voight dat hij de betrokkenheid van Justin niet zal vermelden in het dossier; ook belooft hij dat hij Voight niet zal verraden na zijn hulp met het redden van zijn zoon Diego. Catalano wordt later dood gevonden bij de rivier en zij gaan ervan uit dat hij uit wraak vermoord is. Dawson onthuld de ware reden voor het trouw blijven aan Voight, Gradishar verraadde vijftienjaar geleden zijn partner om zo promotie te kunnen maken. Zijn partner pleegde hierop zelfmoord en dit heeft Dawson haar nooit kunnen vergeven. Nu Justin uit de problemen is besluit zijn vader Voight om hem de stad uit te sturen en wil hem naar het station laten brengeen, maar dan brengt Voight zijn zoon naar het kantoor van het leger en vertelt hem dat hij hem over vier jaar weer zal zien. Ondertussen worden er nieuwe foto's gemaakt van het politiekorps voor nieuwe identiteitsbewijzen, Platt maakt expres lelijke foto's van Burgess en Atwater. Ruzek, die gevoelens krijgt voor Burgess, probeert haar te helpen met het krijgen van mooiere foto's. |            |                         |                    |                                 | |                  |  |
| 8 | 8          | Different Mistakes      | Fred Berner        | Bryan Garcia                    | Mark Dacascos - Jimmy Shi Stella Maeve - Nadia Decotis David Aron Damane - Maurice Ron Nakahara - De Zheng Tim Chiou - Rick Fong Matthew Sherbach - Lonnie Rodiger                                                               | 12 maart 2014    |  |
| Team inlichtingen onderzoekt een bloedbad in een illegale gokhal in Chinatown, wat gepleegd werd door een professionele bende. Olinsky heeft Ruzek tijdelijk teruggezet naar de politiedienst, Atwater mag nu tijdelijk zijn plaats overnemen. Als het team het bloedbad gaan onderzoeken wordt Halstead op onderzoek uitgestuurd, maar wordt al snel door een undercoveragent met een wapen gedwongen om weg te gaan. Deze agent blijkt Jimmy Shi te zijn, een voormalige partner van Voight, die nu een politieafdeling leidt in Chinatown. Het team vermoedt dat Shi en zijn ploeg de bloedbaden heeft gepleegd, al kan Voight dit nog niet geloven. Zij volgen Shi en zijn ploeg om zo hen op heterdaad te kunnen betrappen bij hun volgende misdaad, maar ontdekken dan dat Shi al voor elf jaar undercover werkt. Als er dan nog een bloedbad wordt aangericht leren zij al snel dat Shi en zijn team onschuldig zijn, de werkelijke daders proberen Shi en zijn team als verdachten te laten voorkomen. Zij zetten nu een val op voor de werkelijke daders die meteen toehappen, dit resulteert in een vuurgevecht en een auto achtervolging met als afloop de arrestatie van de werkelijke daders. Ondertussen heeft Halstead aan Jin de opdracht gegeven om Lonnie Rodiger aan een nader onderzoek te onderwerpen, hij ontdekt dat Lonnie speelgoed aan het inslaan is. Halstead vermoedt dat Lonnie snel weer een kind wil misbruiken. Ruzek en Burgess gaan op een inbraak af en hierbij wordt Ruzek bijna neergestoken. Voight maakt kennis met een nieuwe contactpersoon van interne zaken die hem niet vertrouwt. Op de afdeling inlichtingen komt een nieuwe werkneemster, rechercheur Sumner. Lindsay probeert nog steeds de verslaafde Nadia te helpen met afkicken, maar dit loopt niet zoals eerst was gepland. Voight heeft een ontmoeting met Maurice die hem een stapel bankbiljetten geeft om zo een lading drugs in alle rust te laten binnenkomen. Zodra Voight het geld aanneemt krijgen zij ineens bezoek van diverse aanstormde politieauto's met politieagenten die Voight en Maurice in de handboeien slaan. |            |                         |                    |                                 | |                  |  |
| 9 | 9          | A Material Witness      | Sanford Bookstaver | Michael Batistick               | José Ramón Rosario - oom Papo Melissa Carlson - Meredith Olinsky Alina Jenine Taber - Lexi Olinsky Joey Auzenne - Calaca Don Forston - Phil Rodiger                                                                              | 19 maart 2014    |  |
| Lexi, de dochter van Olinsky, is getuige van een schietpartij tussen twee bendes, Olinsky is nu bezorgd over haar veiligheid als zij gaat getuigen. Voight neemt nu de zaak over om zo Lexi te kunnen beschermen. Zij komen al snel uit bij een bendelid genaamd Calaca die lid is van de bende Latin Priests. Maar als er vier leden van deze bende geëxecuteerd worden gevonden zorgt dit ervoor dat er een bendeoorlog op het punt staat te beginnen. Een tip leidt het team naar de leider van de rivaliserende bende, T-Mac, die gearresteerd wordt door Lindsay. Voight kan T-Mac ervan overtuigen om het geweld te stoppen tegen hun rivaliserende bende, Dawson en Lindsay kunnen dan de tip verder onderzoeken. Zij ontdekken dan een verborgen martelkamer waarin zij een afgesneden vinger vinden dat behoorde aan Calaca. Ruzek besluit om het team te helpen en stuurt Burgess op een undercovermissie, dit tegen de zin van Voight. Burgess moet zich voordoen als toerist in Millennium Park, dit omdat daar veel mobiele telefoons worden gestolen voor de Latin Priests. De telefoon van Burgess wordt al snel gestolen, in de telefoon is door Jin een gps-volger geïnstalleerd. Maar als zij de telefoon weer kunnen achterhalen blijkt daar het spoor dood te lopen. Dan wordt de telefoon van Ruzek gestolen en het spoor leidt hen weer naar dezelfde locatie, een huis van een oudere dame die pleegmoeder is van de jongen die eerder de telefoon van Burgess stal. Zij zetten dan de oudere vrouw onder druk en zij geeft een locatie waar Calaca misschien kan zijn. Op dat adres aangekomen raakt het team betrokken in een schietpartij met de bende, toch lukt het hen om Calaca te overmeesteren. Op het bureau proberen zij zonder succes Calaca te laten praten, ook niet als Voight extreem geweld gebruikt. Dit doet Lexi besluiten om dan toch te gaan getuigen, dit tegen de zin van haar vader, en Calaca aan te wijzen in een Osloconfrontatie. Dit zorgt ervoor dat zij Calaca aan kunnen klagen voor de moord. Ondertussen krijgt Voight de melding van zijn contact Stillwell bij interne zaken de melding dat het lichaam van Lonnie Rodiger is gevonden. Stillwell waarschuwt Voight dat Halstead nu als hoofdverdachte wordt aangemerkt. |            |                         |                    |                                 | |                  |  |
| 10 | 10         | At Least It's Justice   | Michael Slovis     | Craig Gore Tim Walsh            | Taylor Kinney - Kelly Severide Charlie Barnett - Peter Mills Beth Lacke - Caroline Burton Don Forston - Phil Rodiger Mary Jo Faraci - mrs. Rodiger                                                                               | 2 april 2014     |  |
| Nadat het vermoorde lichaam van Lonnie Rodiger werd gevonden wordt Halstead al snel verdacht. Als blijkt dat Halstead Lonnie volgde de nacht voor zijn dood besluiten Voight en commandant Perry hem te schorsen zolang het onderzoek zal duren. Dawson weigert te geloven dat Halstead hem heeft vermoord en geeft hem stiekem het dossier over het onderzoek aan hem. Team inlichtingen onderzoekt ondertussen de moord op een dokter die heeft geholpen met het opsluiten van diverse criminelen in de gevangenis. Zijn lichaam werd gevonden in de kofferbak van een auto die betrokken was bij een auto-ongeluk. Brandweerman Kelly Severide heeft het lichaam gevonden nadat hij de autowrakken openhaalde, hij kan ook de identiteit geven van de bestuurder van de auto waar het lichaam in lag. Maar deze bestuurder wordt later ook dood gevonden in een ton met zoutzuur. Nu het team Halstead moet missen besluit Voight om de nieuwe rechercheur Sumner haar kans te geven om zich te bewijzen. Terwijl zij een operatie op willen zetten om een bendeleider op te pakken, die volgens hen verantwoordelijk is voor de moorden, worden zij gestoord door een politieagent die de hele operatie in de war stuurt. Dit eindigt in een vuurgevecht tussen het team en de bendeleider. Dit eindigt in de dood van een politieagent en de ontsnapping van de verdachte. Het team vindt dan een video opname met een vrijpartij tussen de verdachte en de advocaat van de tweede dode. De informant van Sumner vertelt haar dat zij de verdachte waarschijnlijk kunnen vinden in een huis waar hij ook methamfetamine fabriceert. Het team gaat dan naar het opgegeven adres wat weer in een schietpartij eindigt, hierbij wordt Ruzek geraakt in zijn kogelvrije vest. Maar uiteindelijk lukt het hen om de verdachte te arresteren nadat hij neergeschoten wordt door Voight. Sumner schrikt van de hardhandige werkwijze van Voight, als zij de opdracht krijgt om het rapport te schrijven van de arrestatie belooft zij Voight om zijn hardhandige optreden hieruit te laten. Ondertussen ontdekt Halstead met behulp van Olinsky wie Lonnie heeft vermoord, het blijkt zijn eigen vader Phil te zijn. Phil besefte dat Lonnie een kindermisbruiker was en besloot toen om het recht in eigen hand te nemen. Lindsay krijgt bij haar thuis bezoek van Severide, hij brengt haar een kunst handgranaat terug die zij al lang miste, dit heeft hij gedaan om een excuus te hebben om haar op te zoeken. Bij het verlaten van haar huis kust hij haar en vertelt haar dat hij haar nog zal zien. |            |                         |                    |                                 | |                  |  |
| 11 | 11         | Turn the Light Off      | Nick Gomez         | David Hoselton                  | Stella Maeve - Nadia Decotis Gabriel Ellis - Gustav Munoz Alex Livinalli - Paco Ian Paul Custer - Dominik Perko Duke Faeger - Lukas Perko                                                                                        | 9 april 2014     |  |
| Het team gaat op onderzoek uit nadat bij een bankoverval miljoenen dollars werden buitgemaakt en talloze doden. Lukas Perko, een getuige van de overval, wijst een lid aan van een Kroatische bende. Wanneer er diverse bendeleden later vermoord worden gevonden vermoedt het team dat een rivaliserende bende bezig is met een schoonmaak. Nadat de auto van Perko op klaarlichte dag in brand wordt gestoken gaan Voight en Dawson een bezoek brengen aan iemand die verklaard de overval te hebben gepland. Dan wordt er ontdekt dat Rolo Ramirez, een bendelid van de Latin Kings, erbij betrokken is en het team plant dan een undercoveroperatie. Burgess stelt zichzelf beschikbaar om undercover te gaan samen met ex-prostituee Nadia, zij wordt door Lindsay geholpen om af te kicken. Nadia is al een maand clean maar tijdens deze operatie wordt zij door de bende gedwongen om cocaïne te snuiven om zo zichzelf en Burgess te redden. Burgess gaat dan naar het toilet waar zij de rest van het team kan waarschuwen, hierbij wordt zij betrapt en zwaar mishandeld door de bendelid Munoz. Het lukt het team om de meeste bendeleden te arresteren, alleen hun hoofdverdachte Munoz kan ontsnappen, en het gestolen geld wordt dan ook gevonden. |            |                         |                    |                                 | |                  |  |
| 12 | 12         | 8:30 PM                 | Mark Tinker        | Dick Wolf Matt Olmstead         | Amanda Righetti - dr. Holly Thelan Jesse Spencer - Matthew Casey Taylor Kinney - Kelly Severide Eamonn Walker - Wallace Boden Lauren German - Leslie Shay Charlie Barnett - Peter Mills Joe Minoso - Joe Cruz Avi Lake - Imogene | 30 april 2014    |  |
| Deze aflevering is een cross-over met aflevering A Dark Day (seizoen 2) van de televisieserie Chicago Fire. Het team onderzoekt een bomaanslag op het ziekenhuis in Chicago. Burgess wacht vol spanning op nieuws van haar gewonde nichtje die heel nodig een nieuwe lever nodig heeft. Zij en Atwater gaan dan helpen bij de gewonde ambulancemedewerker Leslie Shay, en assisteren dr. Holly Thelan met het verzorgen van Leslie. Dr. Thelan krijgt dan te horen dat haar halfzus Imogene geen hersenactiviteit meer heeft. Nadat er een tweede bom is gevonden lukt het Jin om daar vingerafdrukken ervan af te halen dat het team leidt naar Paul Watts, die later vermoord wordt gevonden. Zij onderzoeken dan bekenden van Watts, een ervan wordt herkend door Olinsky die hem eerder had ondervraagd. Deze man gijzelt dan Lindsay, zij wordt dan bevrijd door brandweermannen Mills en Cruz. De gijzelnemer wordt dan hardhandig ondervraagd door Voight voor meer informatie. Zij horen van hem dat het meesterbrein achter de bomaanslag Ted Powell is, een bekende in de anti-overheid beweging die handelde uit wraak tegen de brandweer en politie na de dood of zijn moeder en de arrestatie van zijn racistische vader. Tijdens hun zoektocht naar Powell ontdekken zij dat hij een bomaanslag wil plegen op het politiehoofdkantoor in Chicago. Het team vindt dan Powell uiteindelijk en Voight dreigt hem van het dak te gooien als hij de bom niet onschadelijk maakt, Powell besluit dan om mee te werken. De nicht van Burgess krijgt uiteindelijk een nieuw lever wat haar leven redt. |            |                         |                    |                                 | |                  |  |
| 13 | 13         | My Way                  | Karen Gaviola      | Matt Olmstead Michael Batistick | Billy Wirth - Charlie Arturo del Puerto - Pulpo Kurt Naebig - Bruce Belden Gabriel Ellis - Gustav Munoz Lisandra Tena - Lina Ochoa                                                                                               | 7 mei 2014       |  |
| Wanneer Gustav Munoz doorgaat met zijn serie of moorden is commandant Perry niet tevreden over de samenwerking tussen het team van Voight en de afdeling zware misdrijven van Bruce Belden. Perry geeft hen tegen hun zin orders om de gevangene Pulpo te halen om hem te laten helpen om Munoz in te rekenen. Dawson gaat undercover als beste vriend van Pulpo om zo Munoz te ontmoeten, maar het blijkt een val te zijn en Munoz vermoordt daar twee maffialeden uit Oekraïne. Het team beseft al snel dat Pulpo hen heeft misleid, dan ontdekken zij dat Pulpo een vrouw heeft en een zoon. Voight zet nu Pulpo onder druk door het dreigen van het arresteren van zijn vrouw en het plaatsen van zijn zoon in de pleegzorg. Pulpo besluit dan om samen te gaan werken en vertelt hen dat Munoz een aanslag wil plegen op een hoogstaand bendelid op een festival. Het team gaat naar het festival om Munoz op te pakken, als zij hem lokaliseren volgt een schietpartij waarbij Munoz om het leven komt. Nu Munoz uitgeschakeld is willen zij Pulpo terugbrengen naar de gevangenis, tijdens zijn transport lukt het Pulpo samen met zijn gezin te ontsnappen. Tijdens zijn ontsnapping schiet hij Dawson, Belden en twee politieagenten neer. Ondertussen krijgt Ruzek van zijn verloofde te horen dat zij hem wil verlaten, dit omdat zijn werk hem negatief heeft veranderd. Lindsay krijgt ineens voormalige vriend Charlie Pugliese op bezoek waar zij niet blij mee is, Voight waarschuwt haar om hem niet meer in haar leven toe te laten. Jin wordt door interne zaken agent Stillwell gedwongen om samen te werken en bewijzen te verzamelen tegen Voight. |            |                         |                    |                                 | |                  |  |
| 14 | 14         | The Docks               | Nick Gomez         | Craig Gore Tim Walsh            | Billy Wirth - Charlie Yuri Sardarov - Otis Arturo del Puerto - Pulpo Angela Ingersoll - Annie Melissa Carlson - Meredith Olinsky Lisandra Tena - Lina Ochoa                                                                      | 14 mei 2014      |  |
| Nadat Pulpo heeft kunnen ontsnappen na het neerschieten van Dawson, commandant Belden en twee politieagenten gaat het team inlichtingen op onderzoek uit. Hierbij komt Belden en de twee politieagente te overlijden, Dawson wordt zwaargewond naar het ziekenhuis gebracht. Voight zweert wraak en wil alles op alles zetten om Pulpo te vangen. Voight draagt het team op om als zij Pulpo hebben hem persoonlijk af te leveren bij hem zonder verdere vragen, dit maakt Halstead ongemakkelijk. Wanneer een lichaam wordt gevonden in een steeg blijkt hij een medestander te zijn geweest van Pulpo. Het team besluit om de hulp in te roepen van de advocaat van Pulpo voor meer informatie, en zij zoeken een Spaanssprekende politieagent die een doodsbedreiging aan Pulpo kan sturen. De advocaat onthult aan het team dat Pulpo iemand zoekt die vervalste identiteitsbewijzen kan maken, tevens meldt hij dat hij een cliënt heeft die dit meerdere malen heeft gemaakt voor Pulpo. Door deze informatie lukt het hen om de vrouw en zoon van Pulpo op te sporen bij een benzinestation, nadat zij hen hebben kunnen oppakken zijn zij teleurgesteld als zij Pulpo nergens kunnen vinden. Voight beseft dan dat Pulpo hen op een dwaalspoor heeft gezet om zelf te kunnen ontsnappen. Dan ontdekken zij dat Pulpo contacten heeft bij de Russische maffia en kunnen met behulp van brandweerman Zvonecek Russische teksten vertalen die op de computer van Pulpo staan, hierin staat dat de maffia Pulpo het land zullen uitsmokkelen in een zeecontainer. Tijdens het transport van de zeecontainer op een vrachtwagen lukt het team om Pulpo te overmeesteren. Pulpo wordt dan door Voight en Olinsky meegenomen naar de haven om hem daar uit wraak te vermoorden. Halstead beseft wat zij willen doen met Pulpo en besluit dan om hier een eind aan te maken, het lukt hem hen te overtuigen om recht te laten zegen vieren. Ondertussen helpt Jin nog steeds tegen zijn zin interne zaken agent Stillwell met het verzamelen van bewijs tegen Voight. Jin zorgt ervoor dat Sumner verdacht wordt van samenwerking met interne zaken, Voight trapt hierin en ontslaat haar en vervangt haar door Atwater. Het blijkt dat Stillwell Jin onder druk houdt omdat de vader van Jin enorme gokschulden heeft en het land dreigt te worden uitgezet. Lindsay probeert erachter te komen waarom haar oude vriend Charlie ineens weer in Chicago is. |            |                         |                    |                                 | |                  |  |
| 15 | 15         | A Beautiful Friendship  | Mark Tinker        | Michael Batistick               | Billy Wirth - Charlie Stella Maeve - Nadia Decotis Matt DeCaro - Delaney Samuel Caleb Hunt - Mouse Kristopher Lofton - Greshawn                                                                                                  | 21 mei 2014      |  |
| Dawson keert eerder terug op zijn werk als verwacht werd, hij krijgt hierover een heftige discussie met zijn vrouw Laura. Het team is op onderzoek uit naar de diefstal van ammoniumnitraat explosieven, tijdens hun onderzoek stuiten zij op een vermoorde beveiliger van een bouwlocatie. Door een tip ontdekken zij dat Charlie Pugliese, de vriend uit het verleden van Lindsay, een connectie heeft met de diefstal van de explosieven. Halstead besluit om deze ontdekking stil te houden voor Lindsay. Het team kan dan de man achter de diefstal ontmaskeren, het betreft Kevin Radner te zijn. Pugliese schijnt hier meer mee te maken te hebben als eerst werd gedacht. Voight en zijn rechercheurs ontdekken dat Pugliese de explosieven wil gebruiken voor een juwelendiefstal. Nadat het team lukt om Pugliese samen met zijn mededaders te arresteren vinden zij ook de gestolen explosieven. Pugliese probeert dan een oude moord in de schoenen te schuiven van Lindsay, zij dwingt Pugliese om haar hierbuiten te laten. Pugliese bekent aan de rechercheurs dat Radner de beveiliger heeft vermoord en dat hij zich schuilhoudt in een pakhuis. Lindsay hoort dan van Nadia, die nu een maand clean is, dat zij weet waar dit pakhuis is. Als het team bij het pakhuis arriveert ontstaat daar een vuurgevecht, Radner kan dan ontsnappen met Halstead en Lindsay in achtervolging. Het lukt Lindsay om de banden van de vluchtauto lek te schieten en zo de auto te stoppen. Als Halstead de chauffeur probeert te overmeesteren schiet Lindsay Radner dood om zo haar collega te beschermen. Ondertussen ontdekt Voight dat Jin informatie doorspeelde aan interne zaken agent Stillwell en confronteert hem hiermee. Jin biecht dan aan Voight op waarom hij dit deed en Voight besluit hem te laten gaan, maar houdt hem wel in de gaten. Dawson ontdekt bij thuiskomst dat zijn vrouw samen met hun kinderen hem heeft verlaten. Burgess krijgt na het verlaten van haar partner Atwater een nieuwe partner, zij is niet blij met deze persoon en verzoekt een andere partner. Ruzek zoekt Burgess op bij haar huis om haar te steunen, dit eindigt in een vrijpartij in haar bed. Voight wordt naar een locatie geroepen waar hij Stillwell ziet staan bij het vermoorde lichaam van Jin. |            |                         |                    |                                 | |                  |  |